# Nangan
Nangan (南竿鄉S, Nángān XiāngP) è un comune di Taiwan, situato nella provincia di Fujian e nella contea di Lienchiang (isole Matsu).